# Затишье (Одесская область)

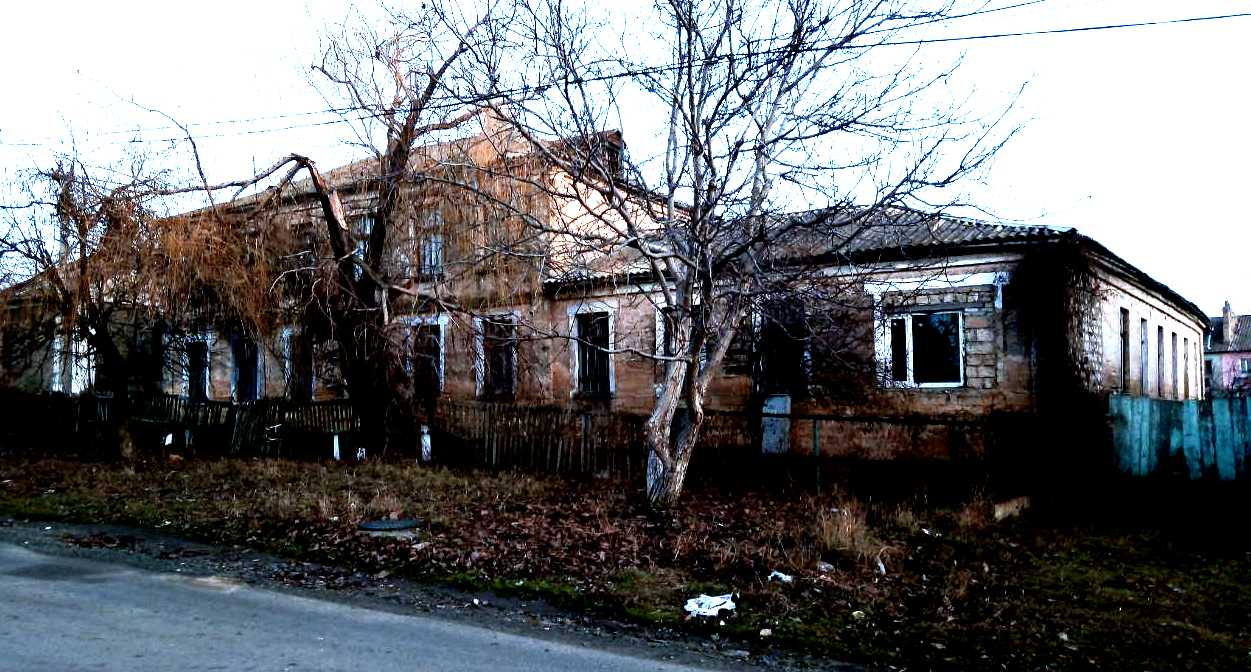
Дом времён Российской империи

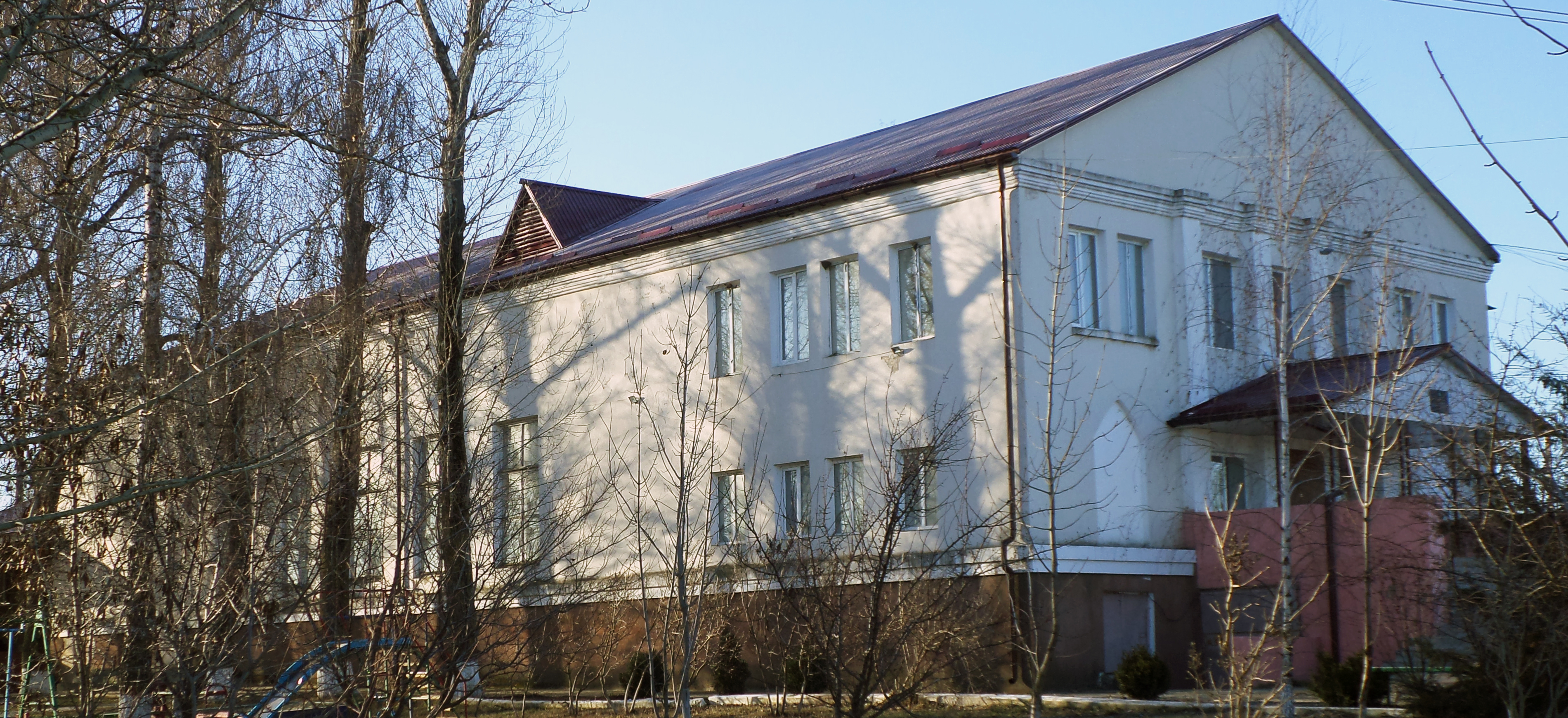
Дом культуры (1967)

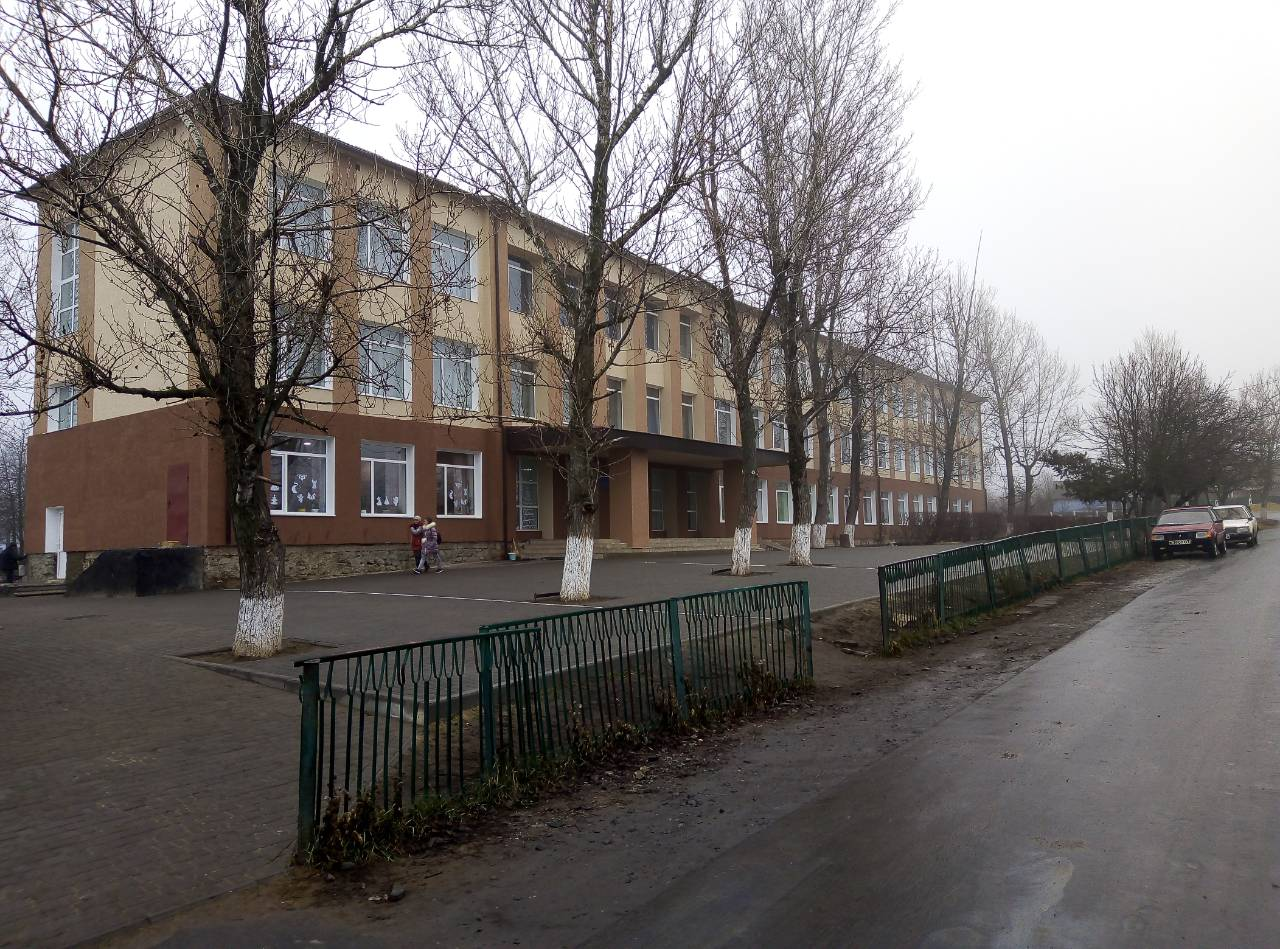
«Большая» школа (1964)

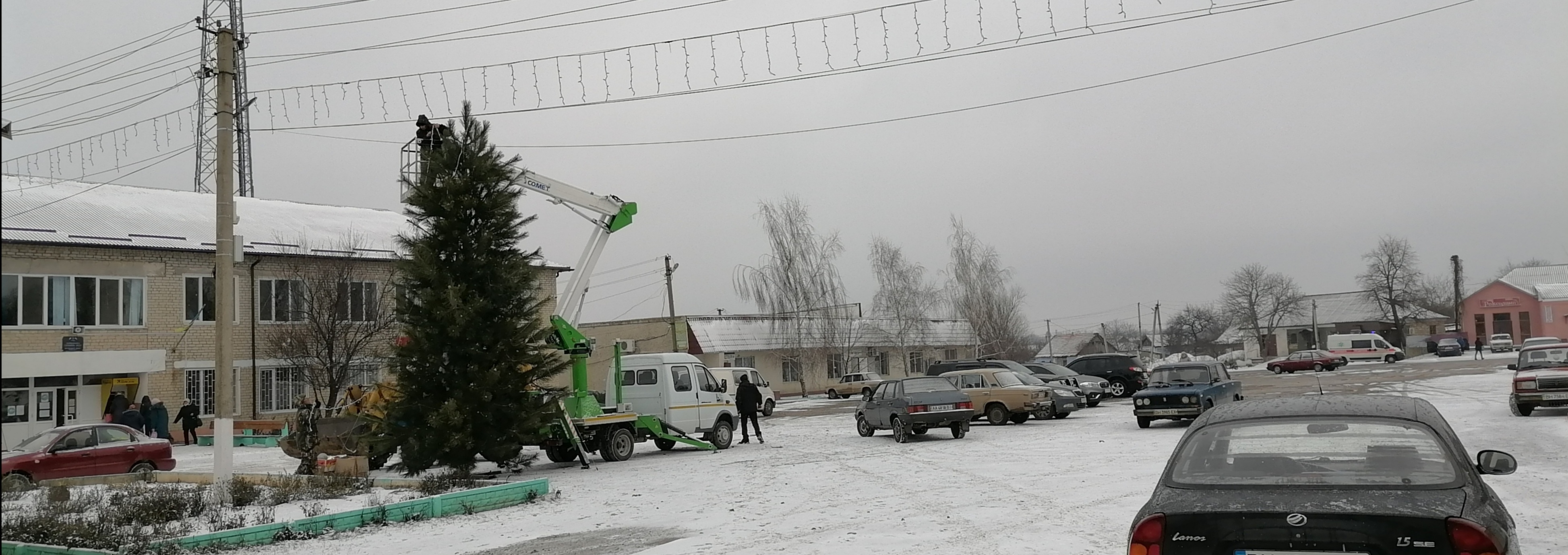
На Центральной площади 12.2021

Зати́шье (укр. Затишшя) — посёлок в Раздельнянском районе Одесской области Украины. Административный центр Затишанской ОТГ и Затишанского поселкового совета. Железнодорожная станция на линии Одесса — Киев. С 1964 по 2024 год - посёлок городского типа.

## Общие сведения

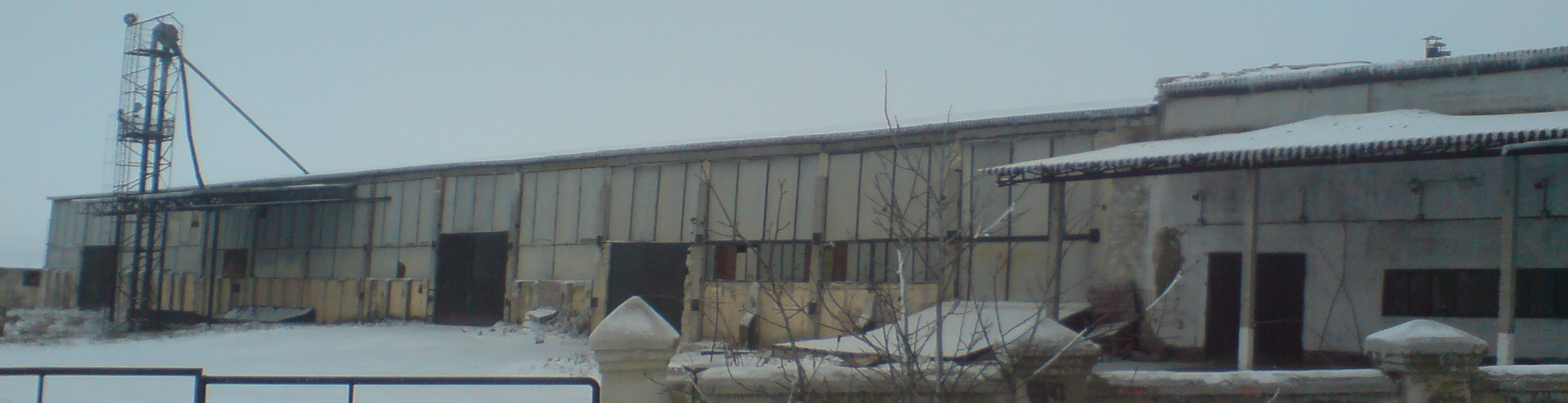
Межрайбаза

Является ближайшей железнодорожной станцией для 68-ми населённых пунктов, на расстоянии до 57-ми километров (7 городских, 13 в ПМР). В Советский период место расположения ряда межрайонных и районных организаций Фрунзовского и Ширяевского районов. Граница с последним проходит по дороге на окраине Затишья. В том числе Межрайбазы, Межрайсклада и Межрайснаба на 3 района (Фрунзовский, Ширяевский и Великомихайловский районы), нефтебазы на 2 района, двух районных межколхозстроев, Фрунзовского районного транспортного предприятия, Транспортной конторы, Ширяевской межрайсельхозхимии, Фрунзовских райзаготконторы, райзаготзерна, Районной ветеринарной больницы. Затишанская больница до начала 2000-х имела статус районной. Действовал Асфальтный завод, крупный автопарк (АТП-15115), железнодорожные склады сыпучих стройматериалов, свеклопункт, лесопитомник. Также в посёлке располагаются центральная усадьба и основные комплексы колхоза «Правда», ныне реорганизованного в ООО. Основным работающим предприятием является Затишанский элеватор. В настоящее время (декабрь 2019) на территории межколхозстроев строится новый элеватор силосного типа (бочки) в несколько раз превышающий ёмкость старого элеватора, подведена новая ж/д ветка. Небольшой элеватор такого же типа, на 2 бочки был построен зимой 2015—2016 годов на территории «Турецкой» мельницы. Продолжает функционировать твердотопливный склад, метеостанция. Действует рынок, десятки магазинов, учебно-воспитательный комплекс, амбулатория, приют для несовершеннолетних, несколько новых фермерский хозяйств, предприятия сферы обслуживания (парикмахерские, ремонтные мастерские и тд). Регулярно проводятся зрелищные праздничные мероприятия.
Также посёлок продолжительное время был известен складом ядохимикатов, хранящихся ненадлежащим образом в Ширяевской части промзоны, со временем помещённых в новые бетонные ёмкости, а ныне вывезенных на утилизацию.
Состоит из 60-ти улиц и переулков (46 названий). Главная улица — Центральная (до переименования — Ленина). Вторая по значимости улица посёлка — Элеваторная. Другие важные улицы: Перекопская, Садовая, Королёва, Суворова, Торговая.
Неплохо сохранились почти все здания времён Российской империи, брусчатка на небольших локальных отрезках. Улицы Центральная,Суворова,Торговая и почти вся дорога на Захарьевку представляют собой брусчатную дорогу, покрытую сверху асфальтом.
В непосредственной близости от Затишья, с восточной стороны расположены сёла Скинешоры и Копейково.
До государственной границы Украины с Республикой Молдова (Григоропольским районом ПМР по автодороге Т-1614 - 25 километров. До Одессы-Главной по железной дороге - 131 км.
Ближайшим от Затишья городом, является посёлок, мощнейшего из когда-либо существовавших в мире, антенного поля — Маяк — 37 км (само поле ближе).
Другие города: Ананьев — 43 км, Григориополь — 48 км, Раздельная — 52 км, Подольск, Криуляны — 54 км, Дубоссары — 55 км, Тирасполь — 57 км, Кишинёв — 82 км.
Физическое расстояние между центрами с бывшим райцентром Захарьевкой — 9 км, автодорогой — 12 км (из-за «серпантина» за селом Загорье).

Братская могила в Затишье

Западные окрестности Затишья и периодически оно само - арена ожесточённых боев 1 - 8 августа 1941 года.
Место ряда значимых событий Гражданской войны.

## Население
|  |

По состоянию на начало 2020 года превосходит по численности населения 2 райцентра Одесской области — Ивановку и Николаевку.

## Транспорт
В посёлке расположена одноимённая железнодорожная станция. Также через посёлок проходит дорога Т-1614 (Григориополь — КПП Осиповка — Захарьевка — Затишье — Ширяево — Е 95) и берут начало 5 дорог местного значения, 3 из которых тупиковые. Наибольшая из них, Затишье — Андрусова — Весёлая Балка — Дружелюбовка — Торосово, длиной в 19,6 километров — одна из самых протяжённых тупиковых автодорог в области.
Действуют регулярные автобусные (в.т.ч. «маршрутки») сообщение, по маршрутам: Затишье — Захарьевка, Затишье — Павловка, Затишье — Раздельная и Затишье — Одесса.
Функционируют школьные автобусы курсирующие по Затишью и из окрестных сёл: Дружелюбовки (ч/з Весёлую Балку, Андрусово), Загорья, Скинешор, Копейково.

## История

### Археологические находки
На территории поселкового совета, у села Краснополь, обнаружено остатки поселения, времён Позднего палеолита (40—13 тыс. лет назад), а у Затишья — курган с погребениями эпохи бронзы (II тысячелетие до нашей эры).

### В Российской империи
В 1865—1917 годах — станция и хутора Затишье (с 1890-х годов - станция и хутор). Станция состояла из здания железнодорожного вокзала, двухэтажного жилого двора на улице Торговая, пяти двухвартирных одноэтажных домов, многочисленных объектов инфраструктуры и сети брусчатных дорог, со временем продолженной до Захарьевки и по ней.

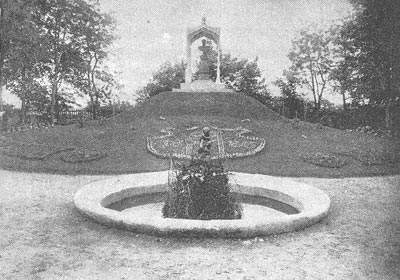

В 1885 году установлен памятный комплекс, неоднократно посещавшему Затишье, его прямому основателю и юридическому, при своей жизни, собственнику, отменившему в 1861 году крепостное право и освободившему Балканы от Османского гнёта, императору Александру II. Исходя из надписи на постаменте, тот был установлен благодарными крестьянами, что может быть правдой лишь в максимально изощрённом смысле. Сама надпись вероятно стала причиной его снесения при первой возможности в годы Гражданской войны, из-за её абсурдности, так как такие памятники заказывали заграницей, за деньги, которые сложно было бы добровольно собрать со всех крестьян любой одной губернии. Царь также отличился своим личным разбирательством в бунте 1875 года затишанских железнодорожников не желающий продолжать обслуживать свою часть неразумно большого пролёта между Затишьем и Мардаровкой и дал добро на открытие, посредине между ними, в 1876 году новой станции Перекрестово.
Относились к Захарьевской волости, Тираспольского уезда, Херсонской губернии.

### Гражданская война
После Февральской революции в составе Российской республики.
С ноября 1917 г. в составе Украинской Народной Республики.
С начала февраля 1918 г. в составе Одесской Советской Республики.
С первой половины марта 1918 г. снова в составе УНР.
С 29 апреля 1918 г. в составе Украинской Державы.
С декабря 1918 снова в составе УНР.
21 января 1919 здесь в поезде умер министр финансов УНР,  Михаил Иванович Туган-Барановский (на то время всемирно известный и уважаемый учёный-экономист), направлявшийся в составе украинской делегации в Париж, на Версальскую мирную конференцию. Похоронен в Одессе.
С конца марта 1919 г. в составе Украинской ССР.
С конца августа 1919 года эта местность, оказалась отрезанной от основной территории советских республик территориями контролируемыми УНР и Вооруженными Силами Юга России и никем не контролировалась. В результате её раздела, Затишье стало крайней точкой подконтрольных Вооруженным Силам Юга России территорий. ВСЮР направили сюда группу из 326 хорошо вооруженных солдат. У них было 2 орудия, 16 пулеметов, 380 лошадей, поезд с 29 вагонами. Командиром группы был ротмистр Ляшков. Группа направленная УНР, остановилась на станции Перехрестово, ближайшей к северу от Затишья. В группе было более 300 солдат, но вооружены были менее трети из них . В полку было три пулемета, один из которых неисправен. Командовал группой полковник Николай Аркас. Первые контакты между представителями двух армий носили мирный характер, командиры встретились и заверили друг друга в дружбе и союзе. Но через несколько дней, в ночь на 14 сентября, по неоднозначным причинам и при неоднозначных обстоятельствах украинские солдаты пленили и разоружили белоармейцев. Ротмистр Ляшков, который был убежден в миролюбии Аркаса и потому не обеспечивший мер безопасности, публично застрелился. Аркас приказал похоронить его с почестями. В тот же день командующий Белой армией Антон Деникин отдал приказ о наступлении против УНР. Было принято считать, что начало войны было выгоднее Белой армии, и УНР объявила Николая Аркаса предателем. Большая часть его полка позже вернулась в армию УНР. Гетман Павел Скоропадский, лично знакомый с Аркасом, подробно описал этот эпизод в своих мемуарах.
С тех пор до февраля 1920 г. в составе Юга России.

### Период довоенного СССР
С февраля 1920 года снова под властью УССР.
В 1920-е годы Затишье начало активно разстраиваться, открылась новая школа, выше по течению соорудили новый пруд.
В мае 1921 года в Затишье было организовано сельскохозяйственное общество «Батрак». 9 ноября того же года оно было переименовано на «Весну».
В 1923 г. были созданы партийная ячейка и комсомольская организация. Открыто сельсовет.
11 августа 1925 года в Затишье состоялась одна из церемоний прощания с Григорием Ивановичем Котовским,  военным деятелем Гражданской войны. Его тело перевозилось по железной дороге из Одессы в мавзолей на станции Бирзула в МАССР (ныне Подольск).
В 1926 году построен элеватор на 100 тысяч пудов.
В 1930 году была организована машинно-тракторная станция.
В апреле 1938 г. станция была использована (48 вагонов) для выселения 141 семьи (463 человека) репрессированных из Фрунзовского района в Казахскую ССР.
В 1939 году трактористы Затишанской машинно-тракторной станции приняли участие во Всесоюзной сельскохозяйственной выставке.
По состоянию на 1941 год в Затишье было 17 улиц и переулков, 121 двор. Действовали сельсовет, элеватор, машинно-тракторная станция и мастерская, райзаготконтора, колхоз, лесопитомник, аптека, амбулатория, средняя школа.

### Великая Отечественная война
С 1 по 8 августа 1941 года в западных окрестностях Затишья вела боевые действия 30-я стрелковая дивизия (левый фланг 9-й армии) состоящая из 36-го и 71-го своих отдельных полков и переподчинённого ей 469-го ОП 150-й СД, общей численностью около 800 человек (понёсшая ранее большие потери). С 3 по 5 августа провела контрнаступление 10-километровым фронтом от Затишья до Захарьевки. В ночь с 7 на 8 августа ушла с занимаемых позиций, в связи с общим отводом Южного фронта РККА из-за 200-километровой бреши в фронте на участке окруженных 2 августа под Уманью 6-й и 12-й армий (директива №0049 от 5 августа).
С тех пор — до 3 апреля 1944 под оккупацией Королевства Румыния, в составе Губернаторства Транснистрия.
Освобождён 5-й армией, 2-го Украинского фронта, в ходе Одесской наступательной операции (де-факто Уманско-Ботошанской). 

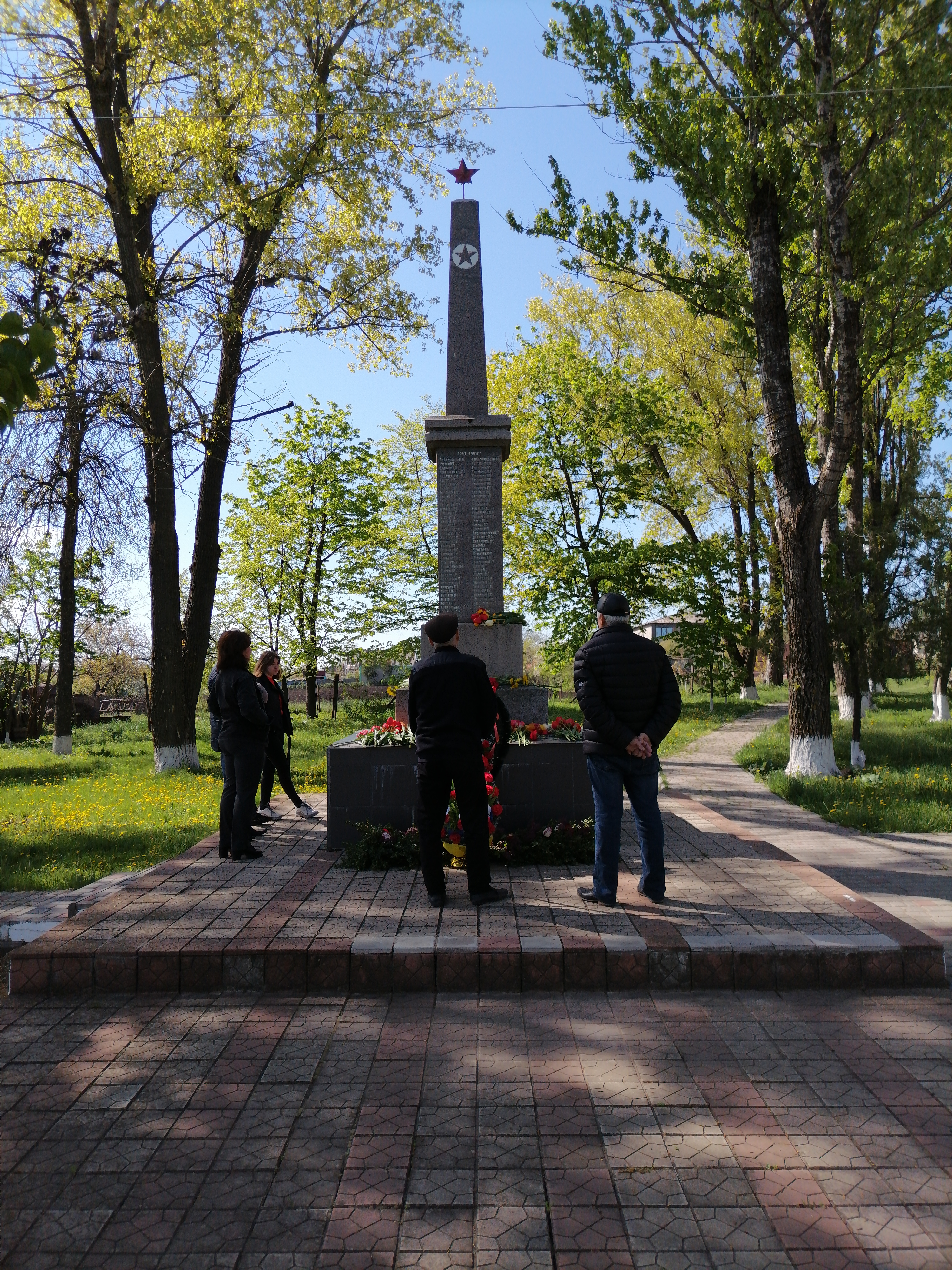
Памятник погибшим на фронте затишанам

В братской могиле в западной части посёлка, на момент дополнения фасадом в 1964 году, было захоронено останки 281 солдата и офицера (возможно с обеих сторон, установленных - значительно меньше), позже к ней проводилось множество перезахоронений.
В парке, возле Дома культуры, установлен монумент с именами погибших на фронтах ВОВ затишан.

### Период послевоенного СССР
С 1964 года — посёлок городского типа. В этом же году сдана в эксплуатацию новая трёхэтажная школа.
В 1980-х годах построена большая часть многоквартирных домов посёлка, новое здание поселкового совета.
В 1988 построена церковь.
После закрытия в конце 1980-х годов остановочного пункта 1370 км, более чем 13-километровый пролёт между станциями Затишье и Перекрестово стал самым протяжённым на линии Одесса-Киев в пределах Одесской области.

### 1990-е

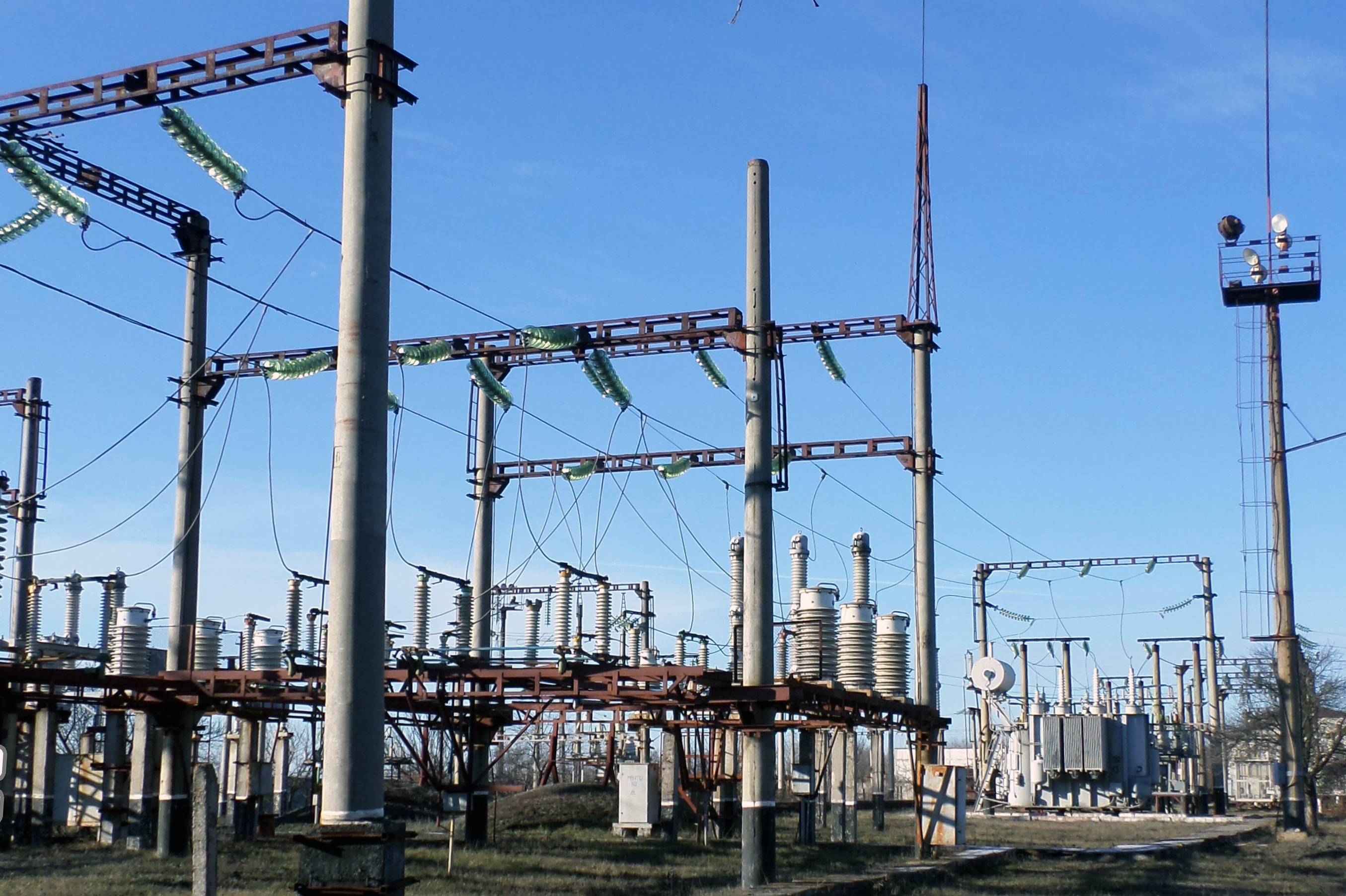
ТПС 110/35/27, 5 кВ «Затишье»

Железная дорога на этом участке электрифицирована в 1992 году. Тогда же возле переезда была сооружена тяговая подстанция 110/35/27,5 кВ «Затишье», снабжающая электроэнергией значительный участок железной дороги, депо маневрового локомотива и новый двухэтажный жилой дом на 24 квартиры, известный в посёлке как «белый дом».
В 1994 году станция использовалась для погрузки на составы военной техники из Приднестровья, для отправки в РФ.
На 1990-е годы пришлась последняя волна активной застройки. После неё новые дома стали возводиться лишь точечно, в основном взамен ранее существующих. Также в этот период открыто Новое кладбище.
В июле 1995 года Кабинет министров Украины утвердил решение о приватизации находившегося здесь отделения райсельхозтехники.

### Обледенение 2000-го
В конце ноября 2000-го Затишье стало эпицентром аномального обледенения диаметром 207 миллиметров, «положившего» воздушные ЛЭП и сломавшего много деревьев. Электроснабжение населения удалось восстановить только к апрелю 2001-го. Рекорд зафиксирован Затишанской метеостанцией и признан таковым в истории наблюдений в Украине.
Это же обледенение стало причиной падения 250- 160-метровых мачт Приднестровского радиотелецентра возле Маяка. Во время своего существования, находящиеся на расстоянии в 31-34 км мачты были невооружённым глазом видны с западной окраины Затишья.

### 2000-е

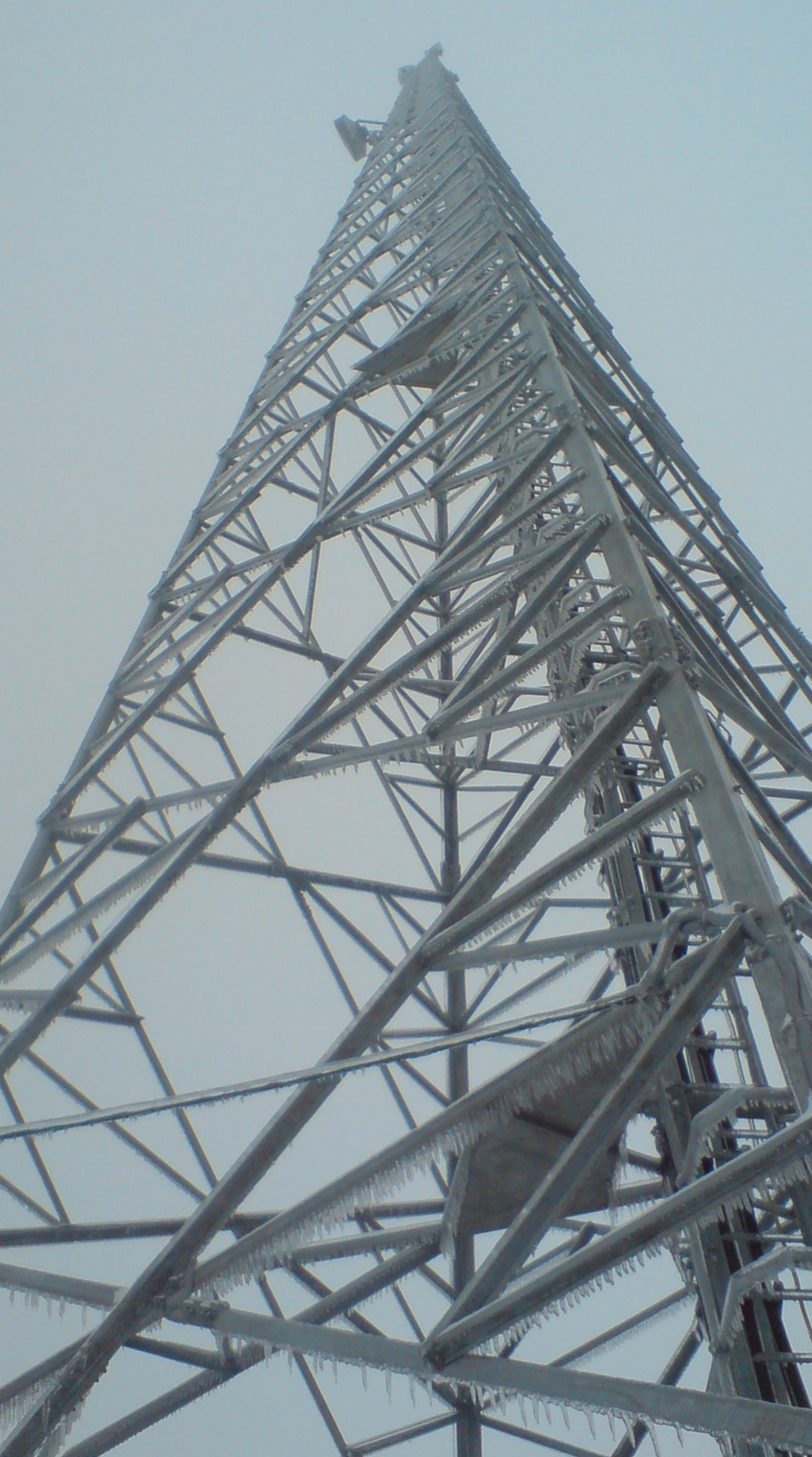
Вышка Lifecell в Затишье

Во время строительства нефтепровода Одесса-Броды в 2001 году в Затишье располагалось одно из его строительных управлений «СУ-9 Полтаванефстрой».
С начала 2000-х началось планомерное сокращение количества скорых поездов совершающих остановку в Затишье. Прежде здесь останавливались все поезда, кроме поезда Одесса-Варшава, наравне с крупными узловыми станциями.
С 2004 года посёлок газифицирован.
В 2005 году построена новая дорога Затишье — Новая Григоровка.

### 2010-е

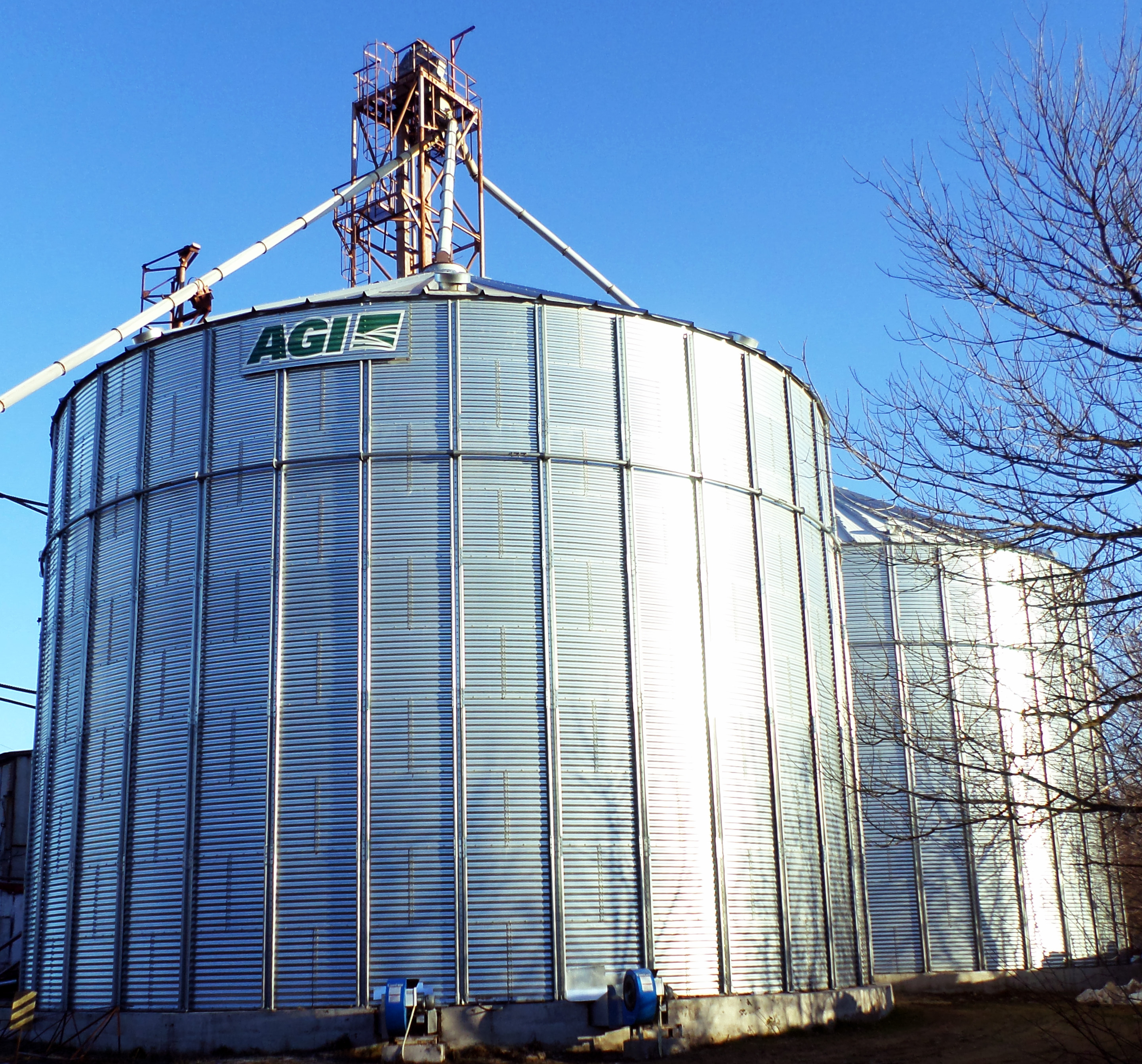
Элеватор на Турецкой мельнице

После 2014 года в посёлке демонтированы все 3 памятника Ленину (статуя и 2 бюста) и памятник «Пионеры» у главного входа в «большую» школу. Переименованы все улицы и переулки с коммунистическими названиями.
С 2015 года центр новообразованной Затишанской объединённой территориальной громады. Децентрализация заметно повлияла на благоустройство посёлка. За несколько лет заасфальтировано несколько десятков улиц и переулков, уложены километры тротуаров, благоустроен парк, объекты социальной инфраструктуры, увеличен пруд в центральной части посёлка, построен современный школьный стадион.
В 2016—2017 годах, на ж/д станции построена новая, третья платформа, демонтировано несколько ж/д линий возле вокзала.
В 2019-м демонтирована платформа № 2, открыто отделение «Новой почты».

## Уроженцы
- Подполковник армии УНР (в эмиграции — генерал-хорунжий) Павел Михайлович Базилевский.

## Топографические карты
- Лист карты L-35-24 Долинное. Масштаб: 1 : 100 000. Состояние местности на 1984 год. Издание 1987 г.
- Лист карты L-35-36 Вел  Михайловка. Масштаб: 1 : 100 000. Состояние местности на 1987 год. Издание 1989 г.